# Liste de cratères d'impact sur Mars
Pour les articles homonymes, voir Cratère d'impact et Mars.
Liste de cratères d'impact sur Mars : il existe d'innombrables cratères d'impact sur Mars, dont une  minorité sont nommés (1 094 au 21 octobre 2017).

## Histoire
L'époque géologique martienne Noachien, la première et plus ancienne, il y a environ 4,1 à 3,7 milliards d’années (échelle des temps géologiques martiens) connait une forte activité météoritique, avec un intense bombardement de météorites, à l'origine de nombreux cratères d'impact actuels de Mars, avec en particulier Hellas Planitia, du grand bombardement tardif théorique, le plus grand cratère d'impact martien de 2 200 km de diamètre et 9 500 m de profondeur. Les cratères d'impact sont d'autant plus abondants que l'activité géologique de la région concernée s'est terminée plus tôt. Il continue à s'en former (en 2022, 1 203 cratères formés lors des dernières décennies ont été recensés, de diamètre compris entre 1 et 58 m).
Environ un millier de cratères martiens significatifs sont nommés par l'Union astronomique internationale (UAI) entre autres d'après :
- des scientifiques célèbres ;
- des auteurs de science-fiction ;
- des noms de villes sur Terre.

- Haut – A
- B
- C
- D
- E
- F
- G
- H
- I
- J
- K
- L
- M
- N
- O
- P
- Q
- R
- S
- T
- U
- V
- W
- X
- Y
- Z

## A
| Cratère        | Coordonnées         | Diamètre (km) | Nommé d'après                           |
| -------------- | ------------------- | ------------- | --------------------------------------- |
| Aban           | 16,1° N, 111° E     | 4,2           | Aban (en) (Russie)                      |
| Achar          | 45,8° N, 123,1° E   | 5,5           | Achar (Uruguay)                         |
| Ada            | 3° S, 356,8° E      | 1,0           | Ada (Oklahoma, États-Unis)              |
| Adams          | 31,1° S, 163° E     | 94,9          | Walter Sydney Adams                     |
| Agassiz        | 70,1° S, 271° E     | 117,7         | Louis Agassiz                           |
| Airy et Airy-0 | 5,1° S, 0° E        | 41,0          | George Biddell Airy                     |
| Ajon           | 16,7° N, 103,1° E   | 8,4           | Aïon (en) (Russie)                      |
| Aki            | 35,8° S, 299,7° E   | 8,1           | Aki (Kōchi, Japon)                      |
| Aktaj          | 20,6° N, 313,4° E   | 4,9           | Aktaj (Russie)                          |
| Alamos         | 23,48° N, 322,79° E | 6,3           | Alamos (Mexique)                        |
| Albany         | 23,2° N, 310,9° E   | 2,0           | Albany (New York, États-Unis)           |
| Albi           | 41,8° S, 324,9° E   | 8,5           | Albi (France)                           |
| Alexeï Tolstoï | 47,8° S, 125,2° E   | 95,0          | Alexeï Tolstoï                          |
| Alga           | 24,6° S, 333,3° E   | 19,2          | Alga (Kazakhstan)                       |
| Alitus         | 35,2° S, 321,8° E   | 50,0          | Alytus (Lituanie)                       |
| Amsterdam      | 23,2° N, 312,9° E   | 1,3           | Amsterdam (Pays-Bas)                    |
| Angu           | 20,2° N, 105,6° E   | 1,8           | Angu (République démocratique du Congo) |
| Aniak          | 32,2° S, 290,4° E   | 51,0          | Aniak (Alaska, États-Unis)              |
| Annapolis      | 23,4° N, 312,2° E   | 0,4           | Annapolis (Maryland, États-Unis)        |
| Antoniadi      | 21,5° N, 60,8° E    | 394,0         | Eugène Antoniadi                        |
| Apia           | 37,6° S, 88,9° E    | 10,5          | Apia (Samoa)                            |
| Apt            | 40,2° N, 350,4° E   | 10,0          | Apt (France)                            |
| Arago          | 10,2° N, 29,8° E    | 154,0         | François Arago                          |
| Arandas        | 42,7° N, 344,9° E   | 25,1          | Arandas (Mexique)                       |
| Argas          | 23,6° N, 309,7° E   | 3,7           | Argas (Russie)                          |
| Arica          | 24° S, 110,1° E     | 15,5          | Arica (Colombie)                        |
| Arima          | 16,02° S, 296,32° E | 15,5          | Arima (Trinidad-et-Tobago)              |
| Arkhanguelski  | 41,4° S, 335,2° E   | 125,0         | Andreï Arkhanguelski                    |
| Arrhenius      | 40,3° S, 122,6° E   | 129,0         | Svante Arrhenius                        |
| Arta           | 21,6° N, 305,6° E   | 4,0           | Arta (Russie)                           |
| Asimov         | 47° S, 4,95° E      | 85,0          | Isaac Asimov                            |
| Aspen          | 21,6° S, 336,8° E   | 20,3          | Aspen (Colorado, États-Unis)            |
| Avarua         | 36,25° S, 109,66° E | 20,3          | Avarua (Îles Cook)                      |
| Aveiro         | 21,5° N, 280,9° E   | 9,5           | Aveiro (Portugal)                       |
| Avire          | 40,83° S, 200,1° E  | 6,54          | Avire (Vanuatu)                         |
| Ayacucho       | 38,5° N, 267,8° E   | 2,5           | Ayacucho (Bolivie)                      |
| Ayr            | 39,3° S, 91,5° E    | 13,0          | Ayr (Queensland, Australie)             |
| Azul           | 42,4° S, 317,4° E   | 19,7          | Azul (Argentine)                        |
| Azusa          | 5,6° S, 319,6° E    | 41,1          | Azusa (États-Unis)                      |

## B
| Cratère         | Nommé d'après                               |
| --------------- | ------------------------------------------- |
| Babakin         | G. N. Babakin                               |
| Bacht           | Bacht (Ouzbékistan)                         |
| Bacolor         | Bacolor (Philippines)                       |
| Bada            | Bada (Russie)                               |
| Bahn            | Bahn (Libéria)                              |
| Bak             | Bak (Hongrie)                               |
| Bakhuysen       | H. G. van de Sande Bakhuyzen (Pays-Bas)     |
| Balboa          | Balboa (Panama)                             |
| Baldet          | Fernand Baldet                              |
| Balta           | Balta (Ukraine)                             |
| Baltisk         | Baltisk (Russie)                            |
| Balvicar        | Balvicar (en) (Écosse, Royaume-Uni)         |
| Bamba           | Bamba (République démocratique du Congo)    |
| Bamberg         | Bamberg (Allemagne)                         |
| Banff           | Banff (Canada)                              |
| Banh            | Banh (Burkina Faso)                         |
| Bar             | Bar (Ukraine)                               |
| Barabashov      | Nikolaï Barabachov                          |
| Barnard         | Edward Emerson Barnard                      |
| Baro            | Baro (Nigeria)                              |
| Barsukov        | Valeri L. Barsukov (en)                     |
| Basin           | Basin (États-Unis)                          |
| Batoka          | Batoka (Zambie)                             |
| Batos           | Batoș (Roumanie)                            |
| Baucau          | Baucau (Timor oriental)                     |
| Baykonyr        | Cosmodrome de Baïkonour (Kazakhstan)        |
| Bazas           | Bazas (France)                              |
| Becquerel (en)  | Henri Becquerel                             |
| Beagle          | HMS Beagle                                  |
| Beer            | Wilhelm Beer                                |
| Beloha          | Beloha (Madagascar)                         |
| Beltra          | Beltra (en) (Irlande)                       |
| Belz            | Belz (Ukraine)                              |
| Bend            | Bend (États-Unis)                           |
| Bentham         | Bentham (Angleterre)                        |
| Bentong         | Bentong (en) (Malaisie)                     |
| Bernard (en)    | P. Bernard                                  |
| Berseba         | Berseba (en) (Namibie)                      |
| Beruri          | Beruri (Brésil)                             |
| Bhor            | Bhor (Inde)                                 |
| Bianchini (it)  | Francesco Bianchini                         |
| Bigbee          | Bigbee (en) (Mississippi, États-Unis)       |
| Bira            | Bira (en) (Russie)                          |
| Bise            | Bise (Okinawa, Japon)                       |
| Bison           | Bison (États-Unis)                          |
| Bjerknes        | Vilhelm Bjerknes                            |
| Bland           | Bland (États-Unis)                          |
| Bled            | Bled (Slovénie)                             |
| Blitta          | Blitta (Togo)                               |
| Blois           | Blois (France)                              |
| Bluff           | Bluff (Nouvelle-Zélande) (Nouvelle-Zélande) |
| Blunck          | Jürgen Blunck                               |
| Boeddicker (en) | Otto Boeddicker (en)                        |
| Bogia           | Bogia (Papouasie-Nouvelle-Guinée)           |
| Bogra           | Bogra (Bangladesh)                          |
| Bok (en)        | Bok (Papouasie-Nouvelle-Guinée)             |
| Bole            | Bole (en) (Ghana)                           |
| Bombala         | Bombala (Nouvelle-Galles du Sud, Australie) |
| Bond (en)       | George Phillips Bond                        |
| Bonestell (en)  | Chesley Bonestell                           |
| Bonneville      | Lac Bonneville (États-Unis)                 |
| Boola           | Boola (Guinée)                              |
| Bopolu          | Bopolu (Libéria)                            |
| Bor             | Bor (Russie)                                |
| Bordeaux        | Bordeaux (France)                           |
| Boru            | Boru (Russie)                               |
| Bouguer         | Pierre Bouguer                              |
| Boulia          | Boulia (en) (Queensland, Australie)         |
| Bozkir          | Bozkır (Turquie)                            |
| Brashear        | John Brashear                               |
| Bremerhaven     | Bremerhaven (Allemagne)                     |
| Briault         | Paul Briault                                |
| Bridgetown      | Bridgetown (Barbade)                        |
| Bristol         | Bristol (Angleterre)                        |
| Broach          | Broach (Inde)                               |
| Bronkhorst      | Bronkhorst (Pays-Bas)                       |
| Brush           | Brush (États-Unis)                          |
| Bulhar          | Bulhar (Somalie)                            |
| Bunge           | Alexander von Bunge                         |
| Burroughs (en)  | Edgar Rice Burroughs                        |
| Burton          | Charles Burton                              |
| Buta            | Buta (République démocratique du Congo)     |
| Butte           | Butte (États-Unis)                          |
| Byrd            | Richard E. Byrd                             |
| Byske           | Byske (en) (Suède)                          |

## C
| Cratère        | Nommé d'après                                |
| -------------- | -------------------------------------------- |
| Cádiz          | Cádiz (Espagne)                              |
| Cairns         | Cairns (Queensland Australie)                |
| Calahorra      | Calahorra (Espagne)                          |
| Calamar        | Calamar (Colombie)                           |
| Calbe          | Calbe (Saale) (Allemagne)                    |
| Camargo        | Camargo (Bolivie)                            |
| Camiling       | Camiling (Philippines)                       |
| Camiri         | Camiri (Bolivie)                             |
| Campbell       | John W. Campbell et William Wallace Campbell |
| Campos         | Campos (Brésil)                              |
| Can            | Can (Turquie)                                |
| Cañas          | Cañas (Puerto Rico)                          |
| Canaveral      | Cap Canaveral (Floride, États-Unis)          |
| Canberra       | Canberra (Australie)                         |
| Cangwu         | Cangwu (Chine)                               |
| Canso          | Canso (Nouvelle-Écosse, Canada)              |
| Cantoura       | Cantoura (Venezuela)                         |
| Cartago        | Cartago (Costa Rica)                         |
| Capen          | Charles Capen                                |
| Cassini        | Jean-Dominique Cassini                       |
| Cave           | Cave (Nouvelle-Zélande)                      |
| Caxias (en)    | Caxias (Brésil)                              |
| Cefalù         | Cefalù (Italie)                              |
| Cerulli (en)   | Vincenzo Cerulli                             |
| Chafe (en)     | Chafe (Nigeria)                              |
| Chamberlin     | Thomas Chamberlin                            |
| Changsvông     | Changsvông (Corée)                           |
| Chapais (en)   | Chapais (Québec, Canada)                     |
| Charleston     | Charleston (États-Unis)                      |
| Charlier       | Carl Charlier                                |
| Charlieu       | Charlieu (France)                            |
| Chatturat (en) | Chatturat (Thaïlande)                        |
| Chauk          | Chauk (Myanmar)                              |
| Cheb           | Cheb (République tchèque)                    |
| Chefu          | Chefu (Mozambique)                           |
| Chekalin       | Chekalin (Turkménistan)                      |
| Chia           | Chia (Espagne)                               |
| Chimbote       | Chimbote (Pérou)                             |
| Chincoteague   | Chincoteague (États-Unis)                    |
| Chinju         | Chinju (Corée du Sud)                        |
| Chinook        | Chinook (Canada)                             |
| Chive          | Chive (Bolivie)                              |
| Choctaw        | Choctaw (États-Unis)                         |
| Chom           | Chom (Tibet)                                 |
| Chupadero      | Chupadero (Nouveau-Mexique, États-Unis)      |
| Chur           | Chur (Russie)                                |
| Cilaos         | Cilaos (La Réunion, France)                  |
| Circle         | Circle (Montana, États-Unis)                 |
| Clark          | Alvan Clark                                  |
| Clogh          | Clogh (Irlande)                              |
| Clova          | Clova (Québec, Canada)                       |
| Cluny          | Cluny (France)                               |
| Cobalt         | Cobalt (États-Unis)                          |
| Coblentz       | William Coblentz                             |
| Cobres         | Cobres (Argentine)                           |
| Cólon          | Colón (Panama)                               |
| Columbus (en)  | Christophe Colomb                            |
| Comas Sola     | Josep Comas i Solà                           |
| Conches        | Conches (France)                             |
| Concord        | Concord (États-Unis)                         |
| Cooma          | Cooma (Nouvelle-Galles du Sud, Australie)    |
| Copernicus     | Nicolaus Copernicus                          |
| Corby (en)     | Corby (Angleterre, Royaume-Uni)              |
| Cost           | Cost (États-Unis)                            |
| Cray           | Cray (Royaume-Uni)                           |
| Creel          | Creel (Mexique)                              |
| Crewe (en)     | Crewe (Angleterre, Royaume-Uni)              |
| Crivitz (en)   | Crivitz (Allemagne)                          |
| Crommelin      | Andrew Crommelin                             |
| Cruls          | Luís Cruls                                   |
| Cruz           | Cruz (Venezuela)                             |
| Cue            | Cue (Australie-Occidentale, Australie)       |
| Curie          | Pierre Curie                                 |
| Cypress        | Cypress (États-Unis)                         |

## D
| Cratère        | Nommé d'après                          |
| -------------- | -------------------------------------- |
| Da Vinci       | Leonardo Da Vinci                      |
| Daan           | Daan (Chine)                           |
| Daet           | Daet (Philippines)                     |
| Daly           | Reginald Aldworth Daly                 |
| Dana           | James Dwight Dana                      |
| Dank           | Dank (Oman)                            |
| Darvel         | Darvel (Écosse, Royaume-Uni)           |
| Darwin         | Charles Darwin et George Howard Darwin |
| Davies (en)    | Merton Davies (en)                     |
| Dawes          | William Rutter Dawes                   |
| de Vaucouleurs | Gérard de Vaucouleurs                  |
| Deba           | Deba (Nigeria)                         |
| Dein           | Dein (Papouasie-Nouvelle-Guinée)       |
| Dejnev (en)    | Simon Dejnev                           |
| Delta          | Delta (États-Unis)                     |
| Denning        | William Frederick Denning              |
| Dersu          | Dersu (Russie)                         |
| Dese           | Dese (Éthiopie)                        |
| Dessau         | Dessau-Roßlau (Allemagne)              |
| Dia-Cau        | Dia-Cau (Viêt Nam)                     |
| Dingo          | Dingo (Australie)                      |
| Dinorwic (en)  | Dinorwic (Canada)                      |
| Dison          | Dison (Belgique)                       |
| Dixie          | Dixie (États-Unis)                     |
| Dokuchaev      | Vasily Vasilievich Dokuchaev           |
| Doon           | Doon (Canada)                          |
| Douglass       | Andrew E. Douglass                     |
| Downe          | Downe (Angleterre, Royaume-Uni)        |
| Dromore (en)   | Dromore (Irlande du Nord, Royaume-Uni) |
| Du Martheray   | Maurice du Martheray                   |
| Du Toit        | Alexander du Toit                      |
| Dubki          | Dubki (Russie)                         |
| Dulovo         | Dulovo (Bulgarie)                      |
| Dunhuang       | Dunhuang (Chine)                       |
| Dush           | Dush (Égypte)                          |
| Dzeng          | Dzeng (Cameroun)                       |

## E
| Cratère        | Nommé d'après                           |
| -------------- | --------------------------------------- |
| Eads           | Eads (États-Unis)                       |
| Eagle          | Eagle (module lunaire), Apollo 11       |
| Eberswalde     | Eberswalde (Allemagne)                  |
| Echt           | Echt (Royaume-Uni)                      |
| Edam           | Edam (Pays-Bas)                         |
| Eddie (en)     | Lindsay Eddie (en)                      |
| Eger           | Eger (Hongrie)                          |
| Eil            | Eil (Somalie)                           |
| Ejriksson      | Leif Erikson                            |
| Elath          | Elath (Israël)                          |
| Ellsley        | Ellsley (Angleterre, Royaume-Uni)       |
| Elorza         | Elorza (Venezuela)                      |
| Ely            | Ely (États-Unis)                        |
| Endeavour      | Navette spatiale Endeavour (États-Unis) |
| Endurance      | HM Bark Endurance                       |
| Escalante (en) | F. Escalante                            |
| Escorial       | Escorial (Espagne)                      |
| Esk            | Esk (Queensland, Australie)             |
| Espino         | Espino (Venezuela)                      |
| Eudoxus        | Eudoxe de Cnide                         |
| Evpatoriya     | Eupatoria (Crimée, Ukraine)             |

## F
| Cratère     | Nommé d'après                |
| ----------- | ---------------------------- |
| Faith       | Faith (États-Unis)           |
| Falun       | Falun (Suède)                |
| Faqu        | Faqu (Jordanie)              |
| Fastov (en) | Fastov (Ukraine)             |
| Fenagh      | Fenagh (Irlande)             |
| Fessenkov   | Vassili Fessenkov            |
| Flammarion  | Camille Flammarion           |
| Flat        | Flat (États-Unis)            |
| Flaugergues | Honoré Flaugergues           |
| Floq        | Floq (Albanie)               |
| Flora       | Flora (États-Unis)           |
| Focas       | Jean Focas                   |
| Fontana     | Francesco Fontana            |
| Foros       | Foros (Ukraine)              |
| Fournier    | Georges Fournier (astronome) |
| Fram        | Fram                         |
| Freedom     | Freedom (États-Unis)         |
| Funchal     | Funchal (Madère)             |

## G
| Cratère       | Nommé d'après                                   |
| ------------- | ----------------------------------------------- |
| Gaan          | Gaan (Somalie)                                  |
| Gagra         | Gagra (Géorgie)                                 |
| Gah           | Gah (Indonésie)                                 |
| Galdakao (en) | Galdakao (Communauté autonome basque, Espagne)  |
| Gale          | Walter Gale                                     |
| Gali          | Gali (Géorgie)                                  |
| Galilaei      | Galileo Galilei                                 |
| Galle         | Johann Galle                                    |
| Galu          | Galu (République démocratique du Congo)         |
| Gander        | Gander (Canada)                                 |
| Gandu         | Gandu (Brésil)                                  |
| Gandzani      | Gandzani (Géorgie)                              |
| Gardo         | Gardo (Somalie)                                 |
| Gari          | Gari (Russie)                                   |
| Garm          | Garm (Tadjikistan)                              |
| Gastre        | Gastre (Argentine)                              |
| Gatico        | Gatico (Chili)                                  |
| Gilbert       | Grove Gilbert                                   |
| Gill          | David Gill                                      |
| Glazov        | Glazov (Russie)                                 |
| Gledhill      | Joseph Gledhill                                 |
| Glendore      | Glendore (Irlande)                              |
| Glide         | Glide (États-Unis)                              |
| Globe         | Globe (États-Unis)                              |
| Goba          | Goba (Éthiopie)                                 |
| Goff          | Goff (Somalie)                                  |
| Gol           | Gol (Norvège)                                   |
| Gold          | Gold (États-Unis)                               |
| Golden        | Golden (États-Unis)                             |
| Goldstone     | Observatoire Goldstone (Californie, États-Unis) |
| Gori          | Gori (Géorgie)                                  |
| Graff         | Kasimir Graff (en)                              |
| Green         | Nathaniel Everett Green                         |
| Grindavik     | Grindavik (Islande)                             |
| Grójec        | Grójec (Pologne)                                |
| Groves        | Groves (États-Unis)                             |
| Guaymas       | Guaymas (Mexique)                               |
| Guir          | Guir (Mali)                                     |
| Gulch         | Gulch (Éthiopie)                                |
| Gunnison      | Gunnison (Colorado, États-Unis)                 |
| Gusev         | Matvei Gusev                                    |
| Gwash         | Gwash (Pakistan)                                |

## H
| Cratère       | Nommé d'après                        |
| ------------- | ------------------------------------ |
| Hadley        | George Hadley                        |
| Haldane       | J. B. S. Haldane                     |
| Hale          | George Hale                          |
| Halley        | Edmond Halley                        |
| Ham           | Ham (France)                         |
| Hammaguir     | Hammaguir (Algérie)                  |
| Hamelin       | Hamelin (Allemagne)                  |
| Handlová      | Handlová (Slovaquie)                 |
| Harad         | Harad (Arabie saoudite)              |
| Hargraves     | Robert B. Hargraves                  |
| Hartwig       | Ernst Hartwig                        |
| Hashir        | Hashir (Turquie)                     |
| Heaviside     | Oliver Heaviside                     |
| Heinlein      | Robert A. Heinlein                   |
| Helmholtz     | Hermann von Helmholtz                |
| Henry         | Paul-Pierre et Prosper-Mathieu Henry |
| Herculaneum   | Herculaneum (Italie)                 |
| Herschel (en) | William Herschel                     |
| Hipparchus    | Hipparque                            |
| Hit           | Hit (Irak)                           |
| Holden        | Edward S. Holden                     |
| Holmes        | Arthur Holmes                        |
| Honda         | Honda (Colombie)                     |
| Hooke         | Robert Hooke                         |
| Hope          | Hope (Canada)                        |
| Houston       | Houston (Texas, États-Unis)          |
| Hsuanch'eng   | Hsuanch'eng (Chine)                  |
| Huancayo      | Huancayo (Pérou)                     |
| Huggins       | William Huggins                      |
| Hussey        | William Hussey                       |
| Hutton        | James Hutton                         |
| Huxley        | Thomas Huxley                        |
| Huygens       | Christian Huygens                    |

## I
| Cratère   | Nommé d'après                              |
| --------- | ------------------------------------------ |
| Iazu      | Iazu (ro) (Roumanie)                       |
| Ibragimov | Nadir Baba Ogly Ibragimov                  |
| Igal      | Igal (Hongrie)                             |
| Ikej      | Ikej (Russie)                              |
| Imgr      | Imgr (Russie)                              |
| Innsbruck | Innsbruck (Autriche)                       |
| Ins       | Ins (Suisse)                               |
| Inta      | Inta (Russie)                              |
| Inuvik    | Inuvik (Territoires du Nord-Ouest, Canada) |
| Irbit     | Irbit (Russie)                             |
| Irharen   | Irharen (Algérie)                          |
| Isil      | Isil (Espagne)                             |
| Izendy    | Izendy (Russie)                            |

## J
| Cratère        | Nommé d'après                          |
| -------------- | -------------------------------------- |
| Jal            | Jal (Nouveau-Mexique, États-Unis)      |
| Jama           | Jama (Tunisie)                         |
| Jampur         | Jampur (Pakistan)                      |
| Janssen        | Pierre Janssen                         |
| Jarry-Desloges | René Jarry-Desloges                    |
| Jeans          | James Jeans                            |
| Jeki           | Jeki (Éthiopie)                        |
| Jen            | Jen (Nigéria)                          |
| Jezero         |                                        |
| Jezža          | Jezža (Russie)                         |
| Jijiga         | Djidjiga (Éthiopie)                    |
| Jodrell        | Jodrell Bank (Angleterre, Royaume-Uni) |
| Jörn           | Jörn (en) (Suède)                      |
| Johannesburg   | Johannesburg (Afrique du Sud)          |
| Johnstown      | Johnstown (Pennsylvanie, États-Unis)   |
| Joly           | John Joly                              |
| Jones          | Harold Spencer Jones                   |
| Jumla          |                                        |

## K
| Cratère       | Nommé d'après                              |
| ------------- | ------------------------------------------ |
| Kachug        | Kachug (Russie)                            |
| Kagoshima     | Kagoshima (Japon)                          |
| Kagul         | Kagul (Moldavie)                           |
| Kāid          | Kāid (Irak)                                |
| Kaiser (en)   | Frederik Kaiser                            |
| Kaj           | Kaj (Russie)                               |
| Kakori        | Kakori (Inde)                              |
| Kaliningrad   | Kaliningrad (Russie)                       |
| Kamativi      | Kamativi (Zimbabwe)                        |
| Kamloops      | Kamloops (Canada)                          |
| Kampot        | Kampot (Cambodge)                          |
| Kanab         | Kanab (Utah, États-Unis)                   |
| Kansk         | Kansk (Russie)                             |
| Kantang       | Kantang (Thaïlande)                        |
| Karpinsk      | Karpinsk (Russie)                          |
| Karshi        | Karshi (Ouzbékistan)                       |
| Kartabo       | Kartabo (Guyane)                           |
| Kasabi        | Kasabi (Zambie)                            |
| Kashira       | Kachira (Russie)                           |
| Kasimov       | Kassimov (Russie)                          |
| Kasra         | Kasra (Tunisie)                            |
| Kaup          | Kaup (Papouasie-Nouvelle-Guinée)           |
| Kaw           | Kaw (Guyane)                               |
| Kayne         | Kayne (Botswana)                           |
| Keeler        | James Edward Keeler                        |
| Kem           | Kem (Russie)                               |
| Kepler        | Johannes Kepler                            |
| Keul'         | Keul' (Russie)                             |
| Khanpur       | Khanpur (Pakistan)                         |
| Kholm         | Kholm (Russie)                             |
| Khurli        | Kurli (Pakistan)                           |
| Kifrī         | Kifrī (Irak)                               |
| Kimry         | Kimry (Russie)                             |
| Kin           | Kin (Japon)                                |
| Kinda         | Kinda                                      |
| Kingston      | Kingston (Jamaïque)                        |
| Kinkora       | Kinkora (Île-du-Prince-Édouard, Canada)    |
| Kipini        | Kipini (Kenya)                             |
| Kirs          | Kirs (Russie)                              |
| Kirsanov      | Kirsanov (Russie)                          |
| Kisambo       | Kisambo (République démocratique du Congo) |
| Kita          | Kita (Mali)                                |
| Knobel        | Edward Knobel                              |
| Koga          | Koga (Tanzanie)                            |
| Kok           | Kok (Sarawak, Malaisie)                    |
| Kong          | Kong (Côte d'Ivoire)                       |
| Kontum        | Kontum (Vietnam)                           |
| Korolev       | Sergueï Korolev                            |
| Korph         | Korph (Russie)                             |
| Kourou        | Kourou (Guyane)                            |
| Koval'sky     | M.A. Koval'sky (en)                        |
| Koy           | Koy (Russie)                               |
| Krasnoye      | Krasnoye (Russie)                          |
| Kribi         | Kribi (Cameroun)                           |
| Krishtofovich | African Nikolaevich Kryshtofowicz          |
| Kuba          | Kuba (Azerbaïdjan)                         |
| Kufra         | Koufra (Libye)                             |
| Kuiper        | Gerard Peter Kuiper                        |
| Kular         | Kular (Russie)                             |
| Kumak         | Kumak (Russie)                             |
| Kumara        | Kumara (Nouvelle-Zélande)                  |
| Kunes         | Kunes (Norvège)                            |
| Kunowsky      | George K. Kunowsky                         |
| Kushva        | Kouchva (Russie)                           |

## L
| Cratère    | Nommé d'après                             |
| ---------- | ----------------------------------------- |
| La Paz     | La Paz (Mexique)                          |
| Labria     | Labria (Brésil)                           |
| Lachute    | Lachute (Québec, Canada)                  |
| Laf        | Laf (Cameroun)                            |
| Lagarto    | Lagarto (Brésil)                          |
| Lamas      | Lamas (Pérou)                             |
| Lambert    | Johann Heinrich Lambert                   |
| Lamont     | Johann von Lamont                         |
| Lampland   | Carl Otto Lampland                        |
| Land       | Land (Alabama, États-Unis)                |
| Langtang   | Langtang (Népal)                          |
| Lapri      | Lapri (Russie)                            |
| Lar        | Lar (Iran)                                |
| Lassell    | William Lassell                           |
| Lasswitz   | Kurd Lasswitz                             |
| Lau        | Hans E. Lau                               |
| Le Verrier | Urbain Le Verrier                         |
| Lebu       | Lebu (Chili)                              |
| Leleque    | Leleque (Argentine)                       |
| Lemgo      | Lemgo (Allemagne)                         |
| Lenya      | Lenya (Birmanie)                          |
| Leuk       | Leuk (Suisse)                             |
| Lexington  | Lexington (Massachusetts, États-Unis)     |
| Li Fan     | Li Fan                                    |
| Liais      | Emmanuel Liais                            |
| Libertad   | Libertad (Venezuela)                      |
| Linpu      | Linpu (Zhejiang, Chine)                   |
| Lins       | Lins (Brésil)                             |
| Lisboa     | Lisbonne (Portugal)                       |
| Lismore    | Lismore (Irlande)                         |
| Littleton  | Littleton (Maine, États-Unis)             |
| Liu Hsin   | Liu Hsin                                  |
| Livny      | Livny (Russie)                            |
| Llanesco   | Llanesco (Espagne)                        |
| Locana     | Locana (Italie)                           |
| Lockyer    | Joseph N. Lockyer                         |
| Lod        | Lod (Israël)                              |
| Lodwar     | Lodwar (Kenya)                            |
| Lohse      | Oswald Lohse                              |
| Loja       | Loja (Équateur)                           |
| Lomela     | Lomela (République démocratique du Congo) |
| Lomonosov  | Mikhaïl Lomonossov                        |
| Longa      | Longa (Angola)                            |
| Loon       | Loon (Ontario, Canada)                    |
| Lorica     | Lorica (Colombie)                         |
| Los        | Los (Suède)                               |
| Lota       | Lota (Chili)                              |
| Loto       | Loto (République démocratique du Congo)   |
| Louth      | Louth (en) (Irlande)                      |
| Lowbury    | Lowbury (Nouvelle-Zélande)                |
| Lowell     | Percival Lowell                           |
| Luck       | Luck (Wisconsin, États-Unis)              |
| Luga       | Louga (Russie)                            |
| Luki       | Luki (Ukraine)                            |
| Lutsk      | Lutsk (Ukraine)                           |
| Luzin      | N. N. Luzin                               |
| Lydda      | Lydda (Israël)                            |
| Lyell      | Charles Lyell                             |
| Lyot       | Bernard Lyot                              |

## M
| Cratère    | Nommé d'après                          |
| ---------- | -------------------------------------- |
| Mädler     | Johann Heinrich von Mädler             |
| Madrid     | Madrid (Espagne)                       |
| Mafra      | Mafra (Brésil)                         |
| Magadi     | Magadi (Kenya)                         |
| Magelhaens | Fernand de Magellan                    |
| Maggini    | Mentore Maggini                        |
| Mago       | Mago (Russie)                          |
| Maidstone  | Maidstone (Angleterre, Royaume-Uni)    |
| Main       | Rév. Robert Main                       |
| Makhambet  | Makhambet (Kazakhstan)                 |
| Manah      | Manah (Oman)                           |
| Mandora    | Mandora (Australie)                    |
| Manti      | Manti (Utah, États-Unis)               |
| Manzi      | Manzi (Birmanie)                       |
| Maraldi    | Giacomo Filippo Maraldi                |
| Marbach    | Marbach (Suisse)                       |
| Marca      | Marca (Pérou)                          |
| Mari       | Mari (Syrie)                           |
| Mariner    | Mariner 4                              |
| Marth      | Albert Marth                           |
| Martin     | James S. Martin                        |
| Martz      | Edwin P. Martz                         |
| Masursky   | Harold Masursky                        |
| Maunder    | Edward Maunder                         |
| Mazamba    | Mazamba (Mozambique)                   |
| McLaughlin | Dean B. McLaughlin                     |
| McMurdo    | McMurdo Station (Antarctique)          |
| Medrissa   | Medrissa (Algérie)                     |
| Mega       | Mega (Éthiopie)                        |
| Meget      | Meget (Russie)                         |
| Mellish    | John E. Mellish                        |
| Mena       | Mena (Russie)                          |
| Mendel     | Gregor Mendel                          |
| Mendota    | Mendota (Illinois, États-Unis)         |
| Mie        | Gustav Mie                             |
| Mila       | Mila (Algérie)                         |
| Milankovic | Milutin Milanković                     |
| Milford    | Milford (Utah, États-Unis)             |
| Millman    | Peter Millman                          |
| Millochau  | Gaston Millochau                       |
| Mirtos     | Mirtos (Crète, Grèce)                  |
| Mistretta  | Mistretta (Sicile, Italie)             |
| Mitchel    | Ormsby M. Mitchel                      |
| Mliba      | Mliba (Swaziland)                      |
| Mohawk     | Mohawk (Montgomery County, États-Unis) |
| Mojave     | Mojave (Californie, États-Unis)        |
| Molesworth | Percy B. Molesworth                    |
| Montevallo | Montevallo (Alabama, États-Unis)       |
| Morella    | Morella (Espagne)                      |
| Moreux     | Théophile Moreux                       |
| Moss       | Moss (Norvège)                         |
| Müller     | Hermann J. Muller et Carl H. Müller    |
| Murgoo     | Murgoo (Australie)                     |
| Mut        | Mut (Soudan)                           |
| Mutch      | Thomas A. Mutch                        |

## N
| Cratère      | Nommé d'après                            |
| ------------ | ---------------------------------------- |
| Naar         | Naar (Égypte)                            |
| Naic         | Naic (Philippines)                       |
| Nain         | Nain (Terre-Neuve, Canada)               |
| Naju         | Naju (Corée du Sud)                      |
| Nakusp       | Nakusp (Colombie-Britannique, Canada)    |
| Nan          | Nan (Thaïlande)                          |
| Nansen       | Fridtjof Nansen                          |
| Nardo        | Nardò (Italie)                           |
| Naukan       | Naukan (Russie)                          |
| Navan        | Navan (Irlande)                          |
| Nazca        | Nazca (Pérou)                            |
| Negele       | Negele (Éthiopie)                        |
| Neive        | Neive (Italie)                           |
| Nema         | Nema (Russie)                            |
| Nepa         | Nepa (Russie)                            |
| Never        | Never (Russie)                           |
| New Bern     | New Bern (Caroline du Nord, États-Unis)  |
| New Haven    | New Haven (Connecticut, États-Unis)      |
| New Plymouth | New Plymouth (Idaho, États-Unis)         |
| Newcomb      | Simon Newcomb                            |
| Newport      | Newport (Rhode Island, États-Unis)       |
| Newton       | Isaac Newton                             |
| Nhill        | Nhill (Victoria, Australie)              |
| Nicholson    | Seth Barnes Nicholson                    |
| Nier         | Alfred O. C. Nier                        |
| Niesten      | Louis Niesten                            |
| Nif          | Nif (Yap, États fédérés de Micronésie)   |
| Nipigon      | Nipigon (Ontario, Canada)                |
| Nitro        | Nitro (Virginie-Occidentale, États-Unis) |
| Njesko       | Njesko (Slovaquie)                       |
| Noma         | Noma (Namibie)                           |
| Nordenskiöld | Adolf Erik Nordenskiöld                  |
| Northport    | Northport (Alabama, États-Unis)          |
| Novara       | Novara (Italie)                          |
| Nune         | Nune (Mozambique)                        |
| Nutak        | Nutak (Terre-Neuve, Canada)              |

## O
| Cratère      | Nommé d'après                      |
| ------------ | ---------------------------------- |
| Ocampo       | Ocampo (Mexique)                   |
| Ochakov      | Ochakov (Ukraine)                  |
| Oglala       | Oglala (Dakota du Sud, États-Unis) |
| Ohara        | Ohara (Japon)                      |
| Okotoks      | Okhotsk (Russie)                   |
| Olenek       | Olenek (Russie)                    |
| Olom         | Olom (Russie)                      |
| Ome          | Oume (Japon)                       |
| Omura        | Omoura (Japon)                     |
| Onon         | Onon (Mongolie)                    |
| Oodnadatta   | Oodnadatta (Australie)             |
| Oraibi       | Oraibi (Arizona, États-Unis)       |
| Ore          | Ore (Nigéria)                      |
| Orinda       | Orinda (Californie, États-Unis)    |
| Orson Welles | Orson Welles                       |
| Ostrov       | Ostrov (Russie)                    |
| Ottumwa      | Ottumwa (Iowa, États-Unis)         |
| Oudemans     | Jean A. Oudemans                   |

## P
| Cratère        | Nommé d'après                                       |
| -------------- | --------------------------------------------------- |
| Pabo           | Pabo (Ouganda)                                      |
| Paks           | Paks (Hongrie)                                      |
| Palana         | Palana (Kamtchatka, Russie)                         |
| Palos          | Palos (Espagne)                                     |
| Paros          | Paros (Grèce)                                       |
| Pasteur        | Louis Pasteur                                       |
| Pebas          | Pebas (Pérou)                                       |
| Peixe          | Peixe (Brésil)                                      |
| Perepelkin     | Evgenii J. Perepelkin                               |
| Peridier       | Julien Péridier                                     |
| Perrotin       | Henri Perrotin                                      |
| Peta           | Peta (Grèce)                                        |
| Pettit         | Edison Pettit                                       |
| Philadelphia   | Philadelphie (Pennsylvanie, États-Unis)             |
| Phillips       | John Phillips et Theodore E. Phillips               |
| Phon           | Phon (en) (Thaïlande)                               |
| Pica           | Pica (Chili)                                        |
| Pickering      | Edward Charles Pickering et William Henry Pickering |
| Pina           | Pina (Panamá)                                       |
| Pinglo         | Pinglo (Ningxia, Chine)                             |
| Piyi           | Piyi (Chypre)                                       |
| Platte         | Platte (Dakota du Sud, États-Unis)                  |
| Playfair       | John Playfair                                       |
| Plum           | Plum (Wisconsin, États-Unis)                        |
| Podor          | Podor (Sénégal)                                     |
| Pollack        | James B. Pollack                                    |
| Polotsk        | Polotsk (Biélorussie)                               |
| Pompeii        | Pompeii (Italie)                                    |
| Poona          | Pune (Inde)                                         |
| Port-Au-Prince | Port-au-Prince                                      |
| Porter         | Russell W. Porter                                   |
| Porth          | Porth (Pays de Galles)                              |
| Portsmouth     | Portsmouth (New Hampshire, États-Unis)              |
| Porvoo         | Porvoo (Finlande)                                   |
| Poti           | Poti (Géorgie)                                      |
| Poynting       | John Henry Poynting                                 |
| Priestley      | Joseph Priestley                                    |
| Princeton      | Princeton (New Jersey, États-Unis)                  |
| Proctor        | Richard Anthony Proctor                             |
| Ptolemaeus     | Claude Ptolémée                                     |
| Puławy         | Puławy (Pologne)                                    |
| Puńsk          | Puńsk (Pologne)                                     |
| Pylos          | Pylos (Grèce)                                       |

## Q
| Cratère   | Nommé d'après                        |
| --------- | ------------------------------------ |
| Qiba      | Quiba (Arabie saoudite)              |
| Quenisset | Ferdinand Quénisset                  |
| Quick     | Quick (Colombie-Britannique, Canada) |
| Quines    | Quines (Argentine)                   |
| Quorn     | Quorn (Australie)                    |

## R
| Cratère     | Nommé d'après                            |
| ----------- | ---------------------------------------- |
| Rabe        | Wilhelm F. Rabe                          |
| Radau       | Rodolphe Radau                           |
| Rahe        | Jurgen Rahe                              |
| Rakke       | Rakke (Estonie)                          |
| Rana        | Rana (Norvège)                           |
| Raub        | Raub (en) (Malaisie)                     |
| Rauch       | Rauch (Argentine)                        |
| Rayadurg    | Rayadurg (Inde)                          |
| Rayleigh    | Lord Rayleigh                            |
| Redi        | Francesco Redi                           |
| Renaudot    | Gabrielle Renaudot Flammarion            |
| Rengo       | Rengo (Chili)                            |
| Reuyl       | Dirk Reuyl                               |
| Revda       | Revda (Russie)                           |
| Reykholt    | Reykholt (Islande)                       |
| Reynolds    | Osborne Reynolds                         |
| Ribe        | Ribe (Danemark)                          |
| Richardson  | Lewis Fry Richardson                     |
| Rimac       | Rimac (Pérou)                            |
| Rincon      | Rincon (Bonaire, Antilles néerlandaises) |
| Ritchey     | George Willis Ritchey                    |
| Roddenberry | Gene Roddenberry                         |
| Romny       | Romny (Ukraine)                          |
| Rong        | Rong (Tibet, Chine)                      |
| Rongxar     | Rongxar (Tibet, Chine)                   |
| Ross        | Frank Elmore Ross                        |
| Rossby      | Carl-Gustaf Rossby                       |
| Ruby        | Ruby (Caroline du Sud, États-Unis)       |
| Rudaux      | Lucien Rudaux                            |
| Runanga     | Runanga (Nouvelle-Zélande)               |
| Russell     | Henry Norris Russell                     |
| Rutherford  | Ernest Rutherford                        |
| Ruza        | Rouza (Russie)                           |
| Rynok       | Rynok (Russie)                           |
| Rypin       | Rypin (Pologne)                          |

## S
| Cratère      | Nommé d'après                                |
| ------------ | -------------------------------------------- |
| Sabo         | Sabo (Russie)                                |
| Sagan        | Carl Sagan                                   |
| Saheki       |                                              |
| Salaga       | Salaga (Ghana)                               |
| San Juan     | San Juan (Porto Rico)                        |
| Sandila      | Sandila (Inde)                               |
| Sangar       | Sangar (Russie)                              |
| Santa Cruz   | Santa Cruz de Tenerife (Îles Canaries)       |
| Santa Fe     | Santa Fe (Nouveau-Mexique, États-Unis)       |
| Santa Maria  | La Santa-Maria (navire de Christophe Colomb) |
| Santaca      | Santaca (Mozambique)                         |
| Sarn         | Sarn (Pays de Galles, Royaume-Uni)           |
| Sarno        | Sarno (Italie)                               |
| Satka        | Satka (Russie)                               |
| Sauk         | Sauk (Wisconsin, États-Unis)                 |
| Savannah     | Savannah (Géorgie, États-Unis)               |
| Savich       | A. M. Savich                                 |
| Say          | Say (Niger)                                  |
| Schaeberle   | John Martin Schaeberle                       |
| Schiaparelli | Giovanni Schiaparelli                        |
| Schmidt      | J. F. Julius Schmidt et Otto Y. Schmidt      |
| Schöner      | Johannes Schöner                             |
| Schroeter    | Johann Hieronymus Schröter                   |
| Sebec        | Sebec (Maine, États-Unis)                    |
| Secchi       | Angelo Secchi                                |
| Sefadu       | Sefadu (Sierra Leone)                        |
| Selevac      | Selevac (Serbie)                             |
| Semeykin     | Boris Evgen'evich Semeykin                   |
| Seminole     | Seminole (Floride, États-Unis)               |
| Sevel        | Sevel (Danemark)                             |
| Sevi         | Sevi (Russie)                                |
| Sfax         | Sfax (Tunisie)                               |
| Shambe       | Shambe (Soudan)                              |
| Shardi       | Shardi (Pakistan)                            |
| Sharonov     | Vsevolod V. Sharonov                         |
| Shatskiy     | N. S. Shatskiy                               |
| Shawnee      | Shawnee (Ohio, États-Unis)                   |
| Sian         | Sian (Russie)                                |
| Sibu         | Sibu (Malaisie)                              |
| Sigli        | Sigli (Indonésie)                            |
| Sinda        | Sinda (Russie)                               |
| Singa        | Sinja (Soudan)                               |
| Sinop        | Sinop (Turquie)                              |
| Sitka        | Sitka (Alaska, États-Unis)                   |
| Sklodowska   | Maria Skłodowska-Curie                       |
| Slipher      | Vesto Slipher                                |
| Smith        | William Smith                                |
| Sögel        | Sögel (Allemagne)                            |
| Soffen       | Gerald A. Soffen                             |
| Sokol        | Sokol (Russie)                               |
| Solano       | Solano (Philippines)                         |
| Somerset     | Somerset (Pennsylvanie, États-Unis)          |
| Soochow      | Suzhou (Jiangsu, China)                      |
| Souris       | Souris (Manitoba, Canada)                    |
| South        | Sir James South                              |
| Spallanzani  | Lazzaro Spallanzani                          |
| Spry         | Spry, (Utah, États-Unis)                     |
| Spur         | Spur (Texas, États-Unis)                     |
| Sripur       | Sripur (Bangladesh)                          |
| Stege        | Stege (Danemark)                             |
| Steno        | Nicolaus Steno                               |
| Stobs        | Stobs (Écosse, Royaume-Uni)                  |
| Stokes       | George Stokes                                |
| Ston         | Ston (Croatie)                               |
| Stoney       | George J. Stoney                             |
| Suata        | Suata (Venezuela)                            |
| Sucre        | Sucre (Colombie)                             |
| Suess        | Eduard Suess                                 |
| Suf          | Suf (Jordanie)                               |
| Sulak        | Sulak (Russie)                               |
| Sumgin       | M. I. Sumgin                                 |
| Surt         | Surt (Libye)                                 |
| Suzhi        | Suzhi (Chine)                                |
| Swanage      | Swanage (Angleterre)                         |
| Sytinskaya   | Nadezhda Nikolaevna Sytinskaya               |

## T
| Cratère            | Nommé d'après                           |
| ------------------ | --------------------------------------- |
| Tabor              | Tábor (République tchèque)              |
| Tabou              | Tabou (Côte d'Ivoire)                   |
| Taejin             | Taejin (Corée du Sud)                   |
| Tak                | Tak (Thaïlande)                         |
| Tala               | Tala (Tunisie)                          |
| Talsi              | Talsi (Lettonie)                        |
| Tame               | Tame (Colombie)                         |
| Tara               | Tara (Irlande)                          |
| Tarakan            | Tarakan (Bornéo, Indonésie)             |
| Tarata             | Tarata (Bolivie)                        |
| Tarma              | Tarma (Pérou)                           |
| Tarsus             | Tarsus (Turquie)                        |
| Taxco              | Taxco (Mexique)                         |
| Taytay             | Taytay (Philippines)                    |
| Taza               | Taza (Maroc)                            |
| Tecolote           | Tecolote (Nouveau-Mexique, États-Unis)  |
| Teisserenc de Bort | Léon Teisserenc de Bort                 |
| Tejn               | Tejn (Danemark)                         |
| Telz               | Telz (Allemagne)                        |
| Tem'               | Tem' (Russie)                           |
| Tepko              | Tepko (Australie)                       |
| Terby              | François J. Terby                       |
| Thermia            | Thermia (Grèce)                         |
| Thira              | Thira (Grèce)                           |
| Thom               | Thom (Thaïlande)                        |
| Thule              | Thulé (Groenland)                       |
| Tibrikot           | Tibrikot (Népal)                        |
| Tignish            | Tignish (Île-du-Prince-Édouard, Canada) |
| Tikhonravov        | M. K. Tikhonravov                       |
| Tikhov             | Gavriil A. Tikhov                       |
| Tile               | Tile (Somalie)                          |
| Timaru             | Timaru (Nouvelle-Zélande)               |
| Timbuktu           | Tombouctou (Mali)                       |
| Timoshenko         | Ivan Fedorovich Timoshenko              |
| Tiwi               | Tiwi (Oman)                             |
| Tokko              | Tokko (Russie)                          |
| Tokma              | Tokma (Russie)                          |
| Tolon              | Tolon (Russie)                          |
| Tomari             | Tomari (Russie)                         |
| Tombe              | Tombe (Soudan)                          |
| Tooting            | Tooting (Londres)                       |
| Torbay             | Torbay (Australie)                      |
| Toro               |                                         |
| Torsö              | Torsö (Suède)                           |
| Torup              | Torup (Suède)                           |
| Trinidad           | Trinidad (Pérou)                        |
| Troika             | Troika (Suède)                          |
| Trouvelot          | Étienne Léopold Trouvelot               |
| Troy               | Troy (Idaho, États-Unis)                |
| Trud               | Trud (Russie)                           |
| Trumpler           | Robert Jules Trumpler                   |
| Tsau               | Tsau (Botswana)                         |
| Tsukuba            | Tsukuba (Japon)                         |
| Tuapi              | Tuapi (Nicaragua)                       |
| Tugaske            | Tugaske (Saskatchewan, Canada)          |
| Tumul              | Tumul (Russie)                          |
| Tungla             | Tungla (Nicaragua)                      |
| Tura               | Tura (Russie)                           |
| Turbi              | Turbi (Kenya)                           |
| Turma              | Turma (Russie)                          |
| Tuscaloosa         | Tuscaloosa (Alabama, États-Unis)        |
| Tuskegee           | Tuskegee (Alabama, États-Unis)          |
| Tycho Brahe        | Tycho Brahe                             |
| Tyndall            | John Tyndall                            |

## U
| Cratère | Nommé d'après  |
| ------- | -------------- |
| Ulu     | Ulu (Russie)   |
| Ulya    | Ulya (Russie)  |
| Umatac  | Umatac (Guam)  |
| Urk     | Urk (Pays-Bas) |
| Utan    | Utan (Russie)  |
| Uzer    | Uzer (France)  |

## V
| Cratère     | Nommé d'après                     |
| ----------- | --------------------------------- |
| Vaals       | Vaals (Pays-Bas)                  |
| Valga       | Valga (Estonie)                   |
| Valverde    | Valverde (République dominicaine) |
| Vätö        | Vätö (Suède)                      |
| Vaux        | Vaux (France)                     |
| Verlaine    | Verlaine (France)                 |
| Very        | Frank Washington Very             |
| Viana       | Viana (Brésil)                    |
| Victoria    | Victoria                          |
| Vik         | Vík (Islande)                     |
| Vils        | Vils (Autriche)                   |
| Vinogradov  | Aleksandr P. Vinogradov           |
| Vinogradsky | Sergei N. Vinogradsky             |
| Virrat      | Virrat (Finlande)                 |
| Vishniac    | Wolf V. Vishniac                  |
| Vivero      | Viveiro (Espagne)                 |
| Voeykov     | A.I. Voeykov                      |
| Vogel       | Hermann Carl Vogel                |
| Volgograd   | Volgograd (Russie)                |
| Vol'sk      | Vol'sk (Russie)                   |
| Von Kármán  | Theodore von Kármán               |
| Voo         | Voo (Kenya)                       |
| Voza        | Voza (Îles Salomon)               |

## W
| Cratère    | Nommé d'après                                  |
| ---------- | ---------------------------------------------- |
| Wabash     | Wabash (Indiana, États-Unis)                   |
| Wahoo      | Wahoo (Nebraska, États-Unis)                   |
| Wajir      | Wajir (Kenya)                                  |
| Wallace    | Alfred Russel Wallace                          |
| Wallops    | Wallops Flight Facility (Virginie, États-Unis) |
| Wallula    | Wallula (Washington, États-Unis)               |
| Warra      | Warra (Australie)                              |
| Waspam     | Waspam (Nicaragua)                             |
| Wassamu    | Wassamu (Japon)                                |
| Wau        | Wau (Papouasie-Nouvelle-Guinée)                |
| Weert      | Weert (Pays-Bas)                               |
| Wegener    | Alfred Wegener                                 |
| Weinbaum   | Stanley G. Weinbaum                            |
| Wells      | H. G. Wells                                    |
| Wer        | Wer (Inde)                                     |
| Wicklow    | Wicklow (Irlande)                              |
| Wien       | Wilhelm Wien                                   |
| Williams   | Arthur S. Williams                             |
| Wilmington | Wilmington (Delaware, États-Unis)              |
| Windfall   | Windfall (Alberta, Canada)                     |
| Wink       | Wink (Texas, États-Unis)                       |
| Wirtz      | Carl Wilhelm Wirtz                             |
| Wislicenus | Walter Wislicenus                              |
| Woking     | Woking (Grande-Bretagne)                       |
| Woolgar    | Woolgar (Australie)                            |
| Woomera    | Woomera (Australie-Méridionale)                |
| Worcester  | Worcester (New York, États-Unis)               |
| Wright     | William Hammond Wright                         |
| Wukari     | Wukari (Nigeria)                               |

## X
| Cratère | Nommé d'après  |
| ------- | -------------- |
| Xainza  | Xainza (Chine) |
| Xui     | Xui (Brésil)   |

## Y
| Cratère  | Nommé d'après                   |
| -------- | ------------------------------- |
| Yakima   | Yakima (Washington, États-Unis) |
| Yala     | Yala (Thaïlande)                |
| Yalata   | Yalata (Australie)              |
| Yalgoo   | Yalgoo (Australie)              |
| Yar      | Yar (Russie)                    |
| Yat      | Yat (Niger)                     |
| Yebra    | Yebra (Espagne)                 |
| Yegros   | Yegros (Paraguay)               |
| Yorktown | Yorktown (Virginie, États-Unis) |
| Yoro     | Yoro (Honduras)                 |
| Yungay   | Yungay (Pérou)                  |
| Yuty     | Yuty (Paraguay)                 |

## Z
| Cratère | Nommé d'après                            |
| ------- | ---------------------------------------- |
| Zarand  | Zarand (Iran)                            |
| Zhigou  | Zhigou (Chine)                           |
| Zilair  | Zilair (Russie)                          |
| Zir     | Zir (Turquie)                            |
| Zongo   | Zongo (République démocratique du Congo) |
| Žulanka | Žulanka (Russie)                         |
| Zuni    | Zuni (Nouveau-Mexique, États-Unis)       |
| Zunil   | Zunil (Guatemala)                        |
| Zutphen | Zutphen (Pays-Bas)                       |